# س. س. كيمبل
س. س. كيمبل (بالإنجليزية: C. C. Kemble)‏ هو مهندس معماري أمريكي، (ولد في نيويورك في الولايات المتحدة 1831  م).